# Antonio Giuliani
Antonio Giuliani (Roma, 11 gennaio 1967) è un comico, cabarettista e attore italiano.

## Biografia
Nato e cresciuto nel quartiere di Primavalle ma di origini abruzzesi, dopo un passato da muratore, ha iniziato la sua carriera in programmi per la ricerca di nuovi talenti.
Nel 1991 è su Rai 1 nello spettacolo Stasera mi butto, poi nella trasmissione Ci siamo!?! su Rai 2 e nel 1997 vince una puntata di Gran Caffè su Canale 5.
A partire dal 1996 si è esibito in numerosi locali romani, grazie anche alla popolarità conseguita partecipando a due edizioni del Seven Show. Ha lavorato insieme al gruppo del teatro Bagaglino, e ha preso parte ad alcuni film di Pier Francesco Pingitore. Tra il 2000 e il 2001 partecipa al programma La sai l'ultima? che lo vede tra i membri del cast fisso. Nel 2006 fa parte del cast della fiction di Canale5 L'onore e il rispetto con Gabriel Garko e Giancarlo Giannini, diretta da Salvatore Samperi.
Nel 2007 ha debuttato come regista nello spettacolo teatrale Il rosso e il nero, dove ha anche recitato.
Nel 2010 recita una piccola parte nella fiction Caterina e le sue figlie 3. Nel 2011 torna in televisione sempre con Gabriel Garko in Viso d'angelo interpretando l'ispettore Franco Volpe.
Nel 2012 doppia Brick, un personaggio di A tutto reality su K2. Nel 2015 doppia il personaggio di Frank nella serie F Is for Family, prodotta da Netflix.

## Filmografia

### Televisione
- La palestra, regia di Pier Francesco Pingitore (2003)
- Con le unghie e con i denti, regia di Pier Francesco Pingitore (2003)
- Caterina e le sue figlie, regia di Fabio Jephcott (2005)
- L'onore e il rispetto, regia di Salvatore Samperi (2006)
- Di che peccato sei?, regia di Pier Francesco Pingitore (2007)
- Il sangue e la rosa, regia di Salvatore Samperi, Luigi Parisi e Luciano Odorisio (2008)
- Caterina e le sue figlie 3, regia di Alessandro Benvenuti (2010)
- Viso d'angelo, regia di Eros Puglielli (2011)
- All'ultima spiaggia, regia di Gianluca Ansanelli (2012)
- Il peccato e la vergogna 2, regia di Alessio Inturri (2013)
- Il bello delle donne... alcuni anni dopo, regia di Eros Puglielli (2017)
- Furore, regia di Alessio Inturri (2018)

### Doppiatore
- Brick in A tutto reality - La vendetta dell'isola[1]
- Frank Murphy in F Is for Family

## Programmi TV
- Colorado (2008-2009)
- Nato in Italy (Comedy Central 2014)
- Stasera tutto è possibile (Rai 2, 2018-2019, 2021-2022)  - ospite ricorrente [10 puntate]
- Chef in campo (Alma TV, 2021) - concorrente
- Soliti ignoti - il ritorno (Rai 1, 2021-)  ospite ricorrente